# Paskrzyn (kolonia)
Paskrzyn – kolonia w Polsce, położona w województwie łódzkim, w powiecie piotrkowskim, w gminie Ręczno.
W latach 1975–1998 kolonia administracyjnie należała do województwa piotrkowskiego.